# Sledgehammer (chanson de Rihanna)
Pour les articles homonymes, voir Sledgehammer.
Singles de Rihanna
This Is What You Came For
(2016) Love on the Brain
(2016)
Sledgehammer est une chanson de la chanteuse barbadienne Rihanna, sortie en 2016.
Le titre a été enregistré pour la bande originale du film Star Trek : Sans limites, 13e film de l'univers Star Trek.

## Historique
Le 26 juin 2016, Rihanna révèle la sortie prochaine d'une nouvelle chanson sur Instagram : « Got something for y'all tomorrow ». Un extrait est présenté dans une bande-annonce de Star Trek : Sans limites le lendemain. Le single est ensuite publié en téléchargement légal notamment sur iTunes.

## Clip
Le clip est présenté en avant-première dans des salles de cinéma IMAX américaines le 30 juin 2016. C'est le premier clip musical à être présenté ainsi. De plus, c'est le premier clip tourné intégralement en IMAX. Le clip Hello d'Adele, réalisé par Xavier Dolan, a été tourné avant mais ne contient que quelques plans en IMAX.
Le clip est mis en scène par la réalisatrice italo-canadienne Floria Sigismondi.

## Philosophie
En février 2017, le philosophe français Vincent Cespedes, invité par le Collège international de philosophie à exposer sa vision d'une science de l'impétuosité, la « thumétique », prend cette chanson comme axe central de sa conférence.